# Al-Kut
Al-Kut (arab. الكوت) – miasto we wschodnim Iraku, na Nizinie Mezopotamskiej, nad Tygrysem, ośrodek muhafazy Wasit. Około 400 tys. mieszkańców.
11 listopada 2006 roku, w okolicach miasta, wskutek wybuchu miny-pułapki zginęło dwóch żołnierzy: Polak – sierżant Tomasz Murkowski z 13. Pułku Przeciwlotniczego w Elblągu i Słowak – st. sierżant Rastislav Neplech. Ranni zostali drugi Polak i Ormianin.